# Терп
Терп (з.-фриз. Terp) — искусственный насыпной холм у южного побережья Северного моря, преимущественно во Фрисландии. Терпы располагаются вдоль побережья от северных Нидерландов до юго-западной Дании.

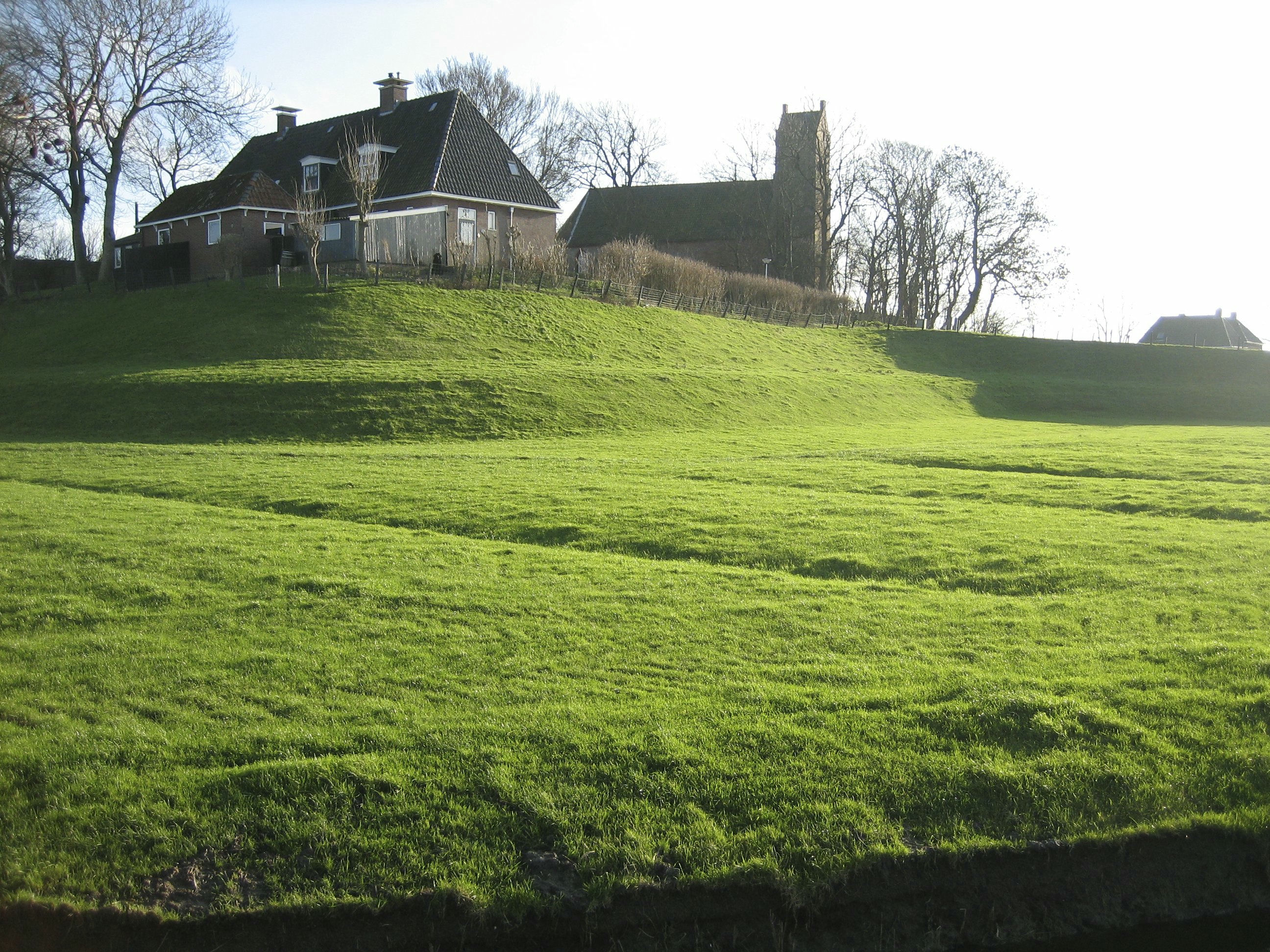
Терп в деревне Хогебейнтум в нидерландской провинции Фрисландия

Жители побережья насыпали терпы для защиты от наводнений себя и своего хозяйства. На их вершинах строились дома и хозяйственные постройки. Терпы сооружались до X века, в X—XI веках фризы соорудили земляные дамбы вдоль побережья, и первоначальное значение терпов отпало.
Терпы сооружали вблизи источников пресной воды и водных путей сообщения (озёр, рек, протоков). Наступление моря заставляло наращивать терпы. В периоды отступления моря сооружались новые терпы и заселялись покинутые. До того времени, когда побережье стали защищать дамбами и шлюзами, сформировались четыре поколения терпов.
Терпы были как индивидуальными, так и общедеревенскими. Самый большой из них имел площадь 10 гектаров и высоту 5 метров. Индивидуальные терпы соединяли валами, а затем всё пространство внутри территории, обнесенной валами, засыпали землей. В результате получался терп с круглой или овальной площадкой наверху. На деревенском терпе дома располагались по кругу жилой частью внутрь, а стойла для скота строили по краям, которые делали наклонными от центра терпа, чтобы навоз и моча стекали за пределы терпа. В центре терпа был пруд с пресной водой, по-видимому, на случай пожара, у каждого дома был колодец. 
Жизнь людей на индивидуальных терпах, индивидуальное владение скотом при обилии пастбищ создали предпосылки для формирования особой терпеновой культуры, характеризовавшейся крайним индивидуализмом. К востоку от реки Везер жили саксы, чья культура была очень близка к культуре фризов, а на территории нынешней земли Шлезвиг-Гольштейн жили англы, к северу от англов на Ютландском полуострове жили юты. Вся эта область стала колыбелью североморской терпеновой культуры.